# John Lee Ka-chiu
John Lee Ka-chiu (ur. 7 grudnia 1957 w brytyjskim Hongkongu) – chiński polityk, policjant, szef administracji Hongkongu od 2022 roku.
Lee był wcześniej głównym sekretarzem ds. administracji Hongkongu w latach 2021-2022, sekretarzem bezpieczeństwa w latach 2017-2021 i podsekretarzem bezpieczeństwa w latach od 2012 do 2017. Był też zastępcą komisarza policji w latach od 2010 do 2012 r.
Lee startował w wyborach na kolejnego szefa administracji Hongkongu w maju 2022 r.
Zwyciężył większością głosów. Objął swój urząd 1 lipca 2022 r.